# Герб Каширы
Герб муниципального образования «Городское поселение Каши́ра» Каширского муниципального района Московской области Российской Федерации — опознавательно-правовой знак, служащий официальным символом муниципального образования.
Герб утверждён Решением Совета депутатов муниципального образования «Городское поселение Кашира» № 91/29 от 30 сентября 2010 года "О принятии муниципального нормативного правового акта «Положение о гербе муниципального образования „Городское поселение Кашира“ Каширского муниципального района Московской области в новой редакции».
Герб внесён в Государственный геральдический регистр под регистрационным номером 406.

## Описание и обоснование символики
Геральдическое описание герба (блазон) гласит:
В пересечённом лазоревом и серебряном поле вверху — золотой греческий крест; внизу — на зелёной земле чёрный дракон с золотым клювом, лапами и короной и с червлёными глазами, языком, изрыгаемым пламенем и крыльями.
Герб городского поселения Кашира разработан на основе исторического герба уездного города Кашира Тульского наместничества Высочайше утверждённого 8 марта 1778 года, подлинное описание которого гласит: «Щитъ, разрѣзанный на двое горизонтальною чертою, въ верхней части щита въ лазоревомъ полѣ златой крестъ, а въ нижней части въ серебряномъ полѣ, черный съ червлеными крыльями и увѣнчанный златымъ вѣнцемъ драгонъ, представляющій гербъ Казанскій, въ напамятованіе, что сей градъ при Великомъ Князѣ Василiѣ Iоанновичѣ, былъ данъ въ удѣлъ Абдылъ Летифу, снизверженному Царю Казанскому; а верхняя часть щита показуетъ, что онъ и тогда не выходилъ изъ подъ Россійской державы».
Кашира — один из старейших городов Московской области. Первое письменное упоминание города относится к 1356 году. В духовной грамоте Ивана II Красного Кашира упоминается как село, завещанное им своему сыну — Дмитрию Донскому. На протяжении многих веков Кашира являлась одним из оборонных центров Московского государства. Лишь во второй половине XVII столетия значение Каширы как крепости уступает место торговому значению города.
Герб городского поселения Кашира подчёркивает историческую, культурную и геральдическую преемственность, неразрывную связь многих поколений жителей города; показывает внимательное отношение каширян к своему наследию.
Золото — символ богатства, стабильности, уважения, интеллекта.
Серебро — символ чистоты, совершенства, мира и взаимопонимания.
Голубой цвет — символ чести, благородства, духовности, возвышенных устремлений; цвет бескрайнего неба.
Зелёный цвет — символ природы, здоровья, молодости, жизненного роста.
Красный цвет — символ труда, силы, мужества, красоты и праздника.
Чёрный цвет — символ мудрости, скромности, вечности бытия".

## История герба

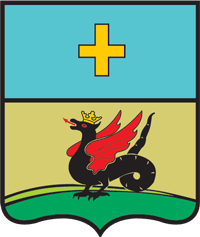
Герб Каширы, 1778 год.

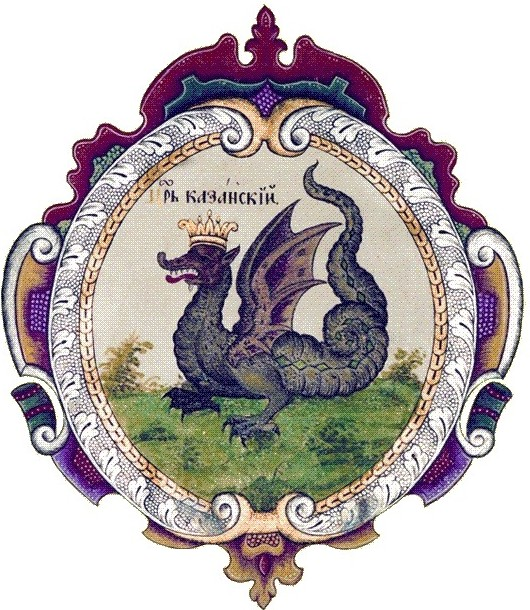
Эмблема Казанского царства из царского титулярника 1672 года.

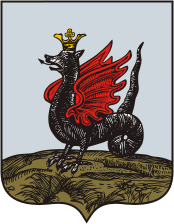
Герб Казанского наместничества с 18 октября 1781 года.

Исторический герб Каширы был Высочайше утверждён 8 (19) марта 1778 года императрицей Екатериной II вместе с другими гербами городов Тульского наместничества (ПСЗ, 1778, Закон № 14717)
Герб Каширы был составлен в Герольдмейстерской конторе под руководством герольдмейстера князя М. М. Щербатова.
Следует отметить, что согласно описанию, в герб Каширы был включён «герб Казанский» — дракон (василиск), но Высочайшее утверждение герба Казанского наместничества состоялось на три года позже Каширского герба — 18 октября 1781 года. Фактически же дракон (змий) в герб Каширы вошёл из эмблемы Казанского царства царского титулярника 1672 года.
В 1863 году, в период геральдической реформы Кёне, был разработан проект нового герба уездного города Каширы Тульской губернии (официально не утверждён):
В серебряном щите чёрный дракон с червлеными крыльями и золотым венцом, над которым червленым трехлистный крест. В вольной части герб Тульской губернии. Щит увенчан серебряной стенчатой короной и окружён золотыми колосьями, соединёнными Александровской лентой.
В советский период исторический герб Каширы не использовался.
Предположительно в 1997 году герб города Каширы был внесён в Государственный геральдический регистр под регистрационным номером 141.
27 ноября 1998 года был утверждён герб муниципального образования «Каширский район» (на тот момент город Кашира не был отдельным муниципальным образованием).
Герб района практически полностью повторял исторический герб Каширы 1778 года. Реконструкция герба была выполнена при содействии «Союза геральдистов России». Идея реконструкции герба — К. Мочёнов, художник — Р. Маланичев. Герб района был внесён в Государственный геральдический регистр под № 406.
После проведения муниципальной реформы 2006 года было образовано муниципальное образование «Городское поселение Кашира» в составе муниципального образования «Каширский муниципальный район».
31 октября 2006 года Решением Совета депутатов муниципального образования "Городское поселение Кашира был утверждён герб городского поселения Кашира Каширского муниципального района Московской области.
В решении было записано: «установить гербом муниципального образования „Городское поселение Кашира“ — герб города Кашира, внесённый в Геральдический регистр Российской Федерации под N 141»
Герб города Кашира стал иметь следующее описание: 
В пересечённом лазоревом (синем, голубом) и серебряном поле; вверху — золотой греческий крест; внизу — на зелёной земле чёрный дракон с золотым клювом, лапами и короной и с червлёными (красными) глазами, языком.
Новый герб Каширского района утверждён 20 июня 2008 года и внесён в Государственный геральдический регистр РФ под № 4247.
25 февраля 2010 года Решением Совета депутатов городского поселения Кашира Каширского муниципального района Московской области был принят муниципальный нормативный правовой акт "Положение о гербе муниципального образования «Городское поселение Кашира» в новой редакции и было утверждено цветное изображение герба (практически повторял исторический герб Каширы), а также дана новая редакция описания герба и обоснования его символики. Однако в данном решении — герб не претендовал на регистрационный номер № 141 в Геральдическом регистре Российской Федерации, а вновь подлежал государственной регистрации в порядке.
30 сентября 2010 года Решение от 25 февраля 2010 года было отменено и Решением Совета депутатов городского поселения от 30 сентября 2010 года № 91/29 была принята новая редакция Положения "О гербе МО «городское поселение Кашира». Описание герба в целом сохранилось. Оговорена только возможность использования герба с вольной частью, с гербом Московской области.
29 марта 2011 года герб Каширского городского поселения был вновь внесён в Государственный геральдический регистр под регистрационным номером 406 (вероятно, что в геральдическом регистре регистрационный номер 141 остался принадлежать гербу городу Кашира, а не Каширскому городскому поселению).
На основе исторического герба Каширы 1778 года был создан и утверждён 13 февраля 2007 года также герб Каширского района Воронежской области. Центр муниципального района — село Каширское Воронежской области — было заселено в 1764 году крестьянам — переселенцами из Каширского уезда Тульского наместничества.

Гербы районов России, созданные на основе исторического герба Каширы
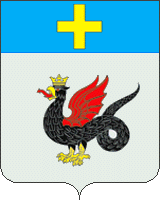
Герб Каширского района Московской области (2008 год)
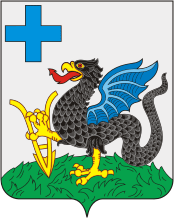
Герб Каширского района Воронежской области (2007 год)